# 莫特 (北方邦)
莫特（Moth），是印度北方邦Jhansi县的一个城镇。总人口13029（2001年）。

## 人口
该地2001年总人口13029人，其中男性6957人，女性6072人；0—6岁人口1971人，其中男1105人，女866人；识字率64.33%，其中男性为71.15%，女性为56.52%。